# Cellesbroek
Cellesbroek is een buurt in de Nederlandse gemeente Kampen en maakt deel uit van de woonwijk Flevowijk-Cellesbroek-Middenwetering. Cellesbroek wordt begrensd door Zwartendijk, Flevoweg, Cellesbroeksweg en de Europa-allee. De eerste huizen werden medio 1975 gebouwd.

## Onderwijs

### Basisonderwijs
De wijk kent verschillende basisscholen:
1. De Fontein (Protestants Christelijk)
2. De Mirt (Gereformeerd vrijgemaakt)
3. De Morgenster (Protestants Christelijk)
4. De Wegwijzer (Protestants Christelijk)
5. De Dirk van Dijk (Openbaar)
6. De Groen van Prinsterer (Reformatorisch)

### Voortgezet onderwijs
- Ichthus College (Alle niveaus)
- De Spanker (Gespecialiseerd onderwijs)

## Winkelcentrum
Aan het Penningkruid is het wijkwinkelcentrum gevestigd met onder meer een supermarkt, een kantoorboekhandel, een Turkse levensmiddelenwinkel, een fietsenwinkel, een snackbar en een Chinees restaurant.